# 順德詠春拳
順德詠春拳，南拳一種，發展自順德花洪拳，最早可以追蹤至清末黎三興，黎三興傳女兒黎好，黎好嫁給陳華順之兒子陳汝綿。婚後，汝綿返回佛山居住、留下黎好在順德以教授洪拳為生。民國初年，育有三子一女，四名子女都追隨母親習拳。直至1932年，陳汝綿受聘到廣西任國術教官始帶同子女前往、他們亦有學習其父之詠春拳。
和平後，其中一名兒子陳家廉，返回鄉間順德，由國家體委指派，在一所學校中教授小學生花洪拳(母系拳術，當時詠春拳被禁止教授。故陳家廉對有關詠春拳的歷史隻字不提。)當時的學生有譚煥標。另一女兒陳玉珍，亦有傳人在香港教授(南)少林拳。
1966年起，文化大革命期間，武術被否定。武術工作者被清算。教授拳術停頓了整整16年。至
改革開放後，從1983年到1986年間，國家體育委員會，作武術普查。從新訂立武術單位的內容。
正確來說，此拳應該是由譚煥標整理後開始傳出。他們說成是陳汝綿系永春拳。譚煥標在1960年代小學時跟過由國家體委派來學校，教授指定南拳套路的陳家廉學習了三四年，後來還找到花洪拳老人黃人智，編成現在之順德陳汝綿系詠春拳。

## 簡介
發展至陳家簾之徒譚煥標，主要以洪拳為主，加入部分詠春拳。這系的傳人主要在廣東順德杏壇一帶，譚煥標反傳與陳家簾之子陳國基。陳國基自稱為此派掌門人。
譚煥標小學時期 (解放初期) 在順德追隨陳家廉學習少林 (洪拳) 詠春拳4年。退休後，2000年設館授徒。

## 傳說
所尊的祖師是南少林至善禪師 (洪拳始祖)。
在台灣設館之黃劍波、自稱為譚煥標真傳。在台灣出版詠春拳一書；說至善禪師於南少林銷毀之後，逃隱佛山紅船任職煲頭。有一天在紅船上見羊自岸上山坡奔下(未能佐證，佛山紅船停泊處，周圍沒有山峰，佛山人亦不養羊。)給一小樹夾著，公羊極力爭脫皆無用，不覺間後退，反而解脫危難，故創「二樹」箝羊馬」云云。又說見江面旭日昇起，則創日字拳。又說詠春拳有後半部(類洪拳)拳套。
譚煥標已經公開否認黃劍波非其真傳，指黃是其小學同學，在此期間追隨他只一年半載。所說或出版的資料「基本上是一派胡言」。
上述說法，陳國基 (陳家簾之子) 亦承襲了，相信出於其前輩黃仁智之口。

## 承傳
至善傳花面錦，花面錦再傳衣雜（管戲服者）黃華寶及撐篙者梁二娣，之後二人再傳予梁贊先師，再傳「找錢華」陳華順，陳華順再傳子陳汝棉。
陳汝棉有三子，分別為陳家燊、陳家簾、陳家齊。

## 內容
除小練、尋橋、標指以外。還有許多洪拳拳套，如四門、伏虎、紅沙手、花拳、佛掌、及大練頭、十八掌（降龍）、木人樁、六點半棍、蝴蝶雙刀、齊眉棍、單刀、板凳、關刀、纓槍。

## 相關參見
- 南拳
- 洪門
- 中國武術
- 中國武術門派

## 外部連結
- 順德詠春拳[永久]